# Provinciale weg 654
De provinciale weg 654 (N654) is een provinciale weg in de Nederlandse provincie Zeeland. De weg loopt op Schouwen-Duiveland en vormt een verbinding tussen de N59 bij Zierikzee en de N653 ter hoogte van Brouwershaven.
De weg is uitgevoerd als tweestrooks-gebiedsontsluitingsweg met buiten de bebouwde kom een maximumsnelheid van 80 km/h. Tussen Zierikzee en Zonnemaire draagt de weg achtereenvolgens de namen Lange Blokweg, Kloosterweg en Zuidweg. Tussen Zonnemaire en Brouwersdam heet de weg Blooisedijk en Provincialestraatweg.
De provincie Zeeland is verantwoordelijk voor het beheer van het wegvak tussen de bebouwde kommen van Zierikzee en Zonnemaire. Binnen deze kommen is de weg in beheer bij de gemeente Schouwen-Duiveland. Het weggedeelte tussen Zonnemaire en Brouwershaven wordt beheerd door het waterschap Scheldestromen.
N62 · N69 · N251 · N252 · N253 · N254 · N255 · N256/A256 · N257 · N258 · N260 · N261 · N262 · N263 · N264 · N266 · N267 · N268 · N269 · N270/A270 · N271 · N272 · N273 · N274 · N275 · N276 · N277 · N278 · N279 · N280 · N281 · N282 · N283 · N284 · N285 · N286 · N287 · N288 · N289 · N290 · N291 · N292 · N293 · N294 · N295 · N296 · N296n · N297 · N298 · N300 · N321 · N322 · N324 · N329 · N389 · N394 · N395 · N396 · N397

N556 · N562 · N564 · N570 · N572 · N590 · N595 · N598 · N601 · N602 · N605 · N607 · N612 · N613 · N615 · N616 · N617 · N618 · N620 · N622 · N625 · N629 · N631 · N632 · N637 · N638 · N639 · N640 · N641 · N651 · N652 · N653 · N654 · N655 · N656 · N658 · N659 · N660 · N661 · N662 · N663 · N664 · N665 · N666 · N667 · N668 · N669 · N670 · N671 · N673 · N674 · N675 · N676 · N682 · N683 · N686 · N689 · N690 · N831 · N843

Voormalige provinciale wegen: N299 · N551 · N552 · N553 · N554 · N555 · N560 · N561 · N563 · N565 · N566 · N567 · N568 · N571 · N574 · N580 · N581 · N582 · N583 · N584 · N585 · N586 · N587 · N588 · N589 · N591 · N592 · N593 · N594 · N596 · N597 · N603 · N604 · N606 · N608 · N610 · N611 · N614 · N619 · N621 · N623 · N624 · N626 · N628 · N630 · N634 · N642 · N657